# Лазо Радошевић
Лазо Радошевић (Врточе, код Петровца, 21. април 1919 — Београд, 2011) био је учесник Народноослободилачке борбе, генерал-мајор ЈНА.

## Биографија
Лазо Радошевић Ђукић је рођен 21. априла 1919. године у Врточу, код Петровца, од оца Милоша Радошевића Ђукића и мајке Ђуке Блануша. Имао је много браће и сестара. Његов отац Милош из првог брака је имао четворо дјеце, а мајка Ђука је из првог брака имала једно дијете. Из брака Милоша и Ђуке родило се 15 дјеце, а Лазо је био најмлађи.
Одрастао је у центру села, гдје им је била кућа. Основну школу завршио је у Врточу, нижу реалну гимназију у Бихаћу, а Средњу богословску школу завршио је на Цетињу. Након Средње богословске школе, био је уписао Богословски факултет у Београду, који није завршио. Због тога је имао надимак „Поп”.
По окупацији Југославије, укључио се у припреме оружаног устанка. 27. јула 1941. Од првих дана, учествовао је у устаничким и герилским акцијама. Био је борац Врточке чете, а касније је обављао дужност политичког комесара. У чланство Комунистичке партије Југославије (КПЈ) је примљен 1942.  О својим ратним искуствима писао је у зборнику сјећања Петровац у НОБ.
У рату је обављао дужност политичког комесара у више јединица. Био је комесар 4. батаљона у Четвртој крајишкој бригади, комесар Дрварско-петровачког одреда итд.
Након рата, служио је као официр у Југословенској народној армији (ЈНА). Завршио је Вишу војну академију ЈНА. Био је начелник више одјељења и одсјека у Југословенској народној армији и у Савезном секретаријату за народну одбрану (ССНО). Унапређен је у чин генерал-мајора ЈНА. Активна служба престала му је 1973. године.
Више пута је одликован. Носилац је Партизанске споменице 1941., Ордена за храброст и Ордена заслуга за народ.
Био је ожењен Вером Михаиловић и са њом имао сина Зорана и ћерку Бранку.
Умро је у Београду, 2011. године.